# Stolonica sabulosa
Stolonica sabulosa is een zakpijpensoort uit de familie van de Styelidae. De wetenschappelijke naam van de soort werd in 1972 voor het eerst geldig gepubliceerd door Claude Monniot.